# クォンタム・ギター
『クォンタム・ギター』（Quantum Guitar）は、イギリスのギタリスト、スティーヴ・ハウが1998年に発表したスタジオ・アルバム。

## 解説
息子のディラン・ハウと2人だけによる演奏で、イギリス盤CD (RES130CD)の英文ブックレットには、ハウがレコーディングで使用した弦楽器（ギター、ベース、マンドリン他）34本をメーカー別に分けたリストが記載されている。ハウによれば、すべてのリード・パートでスティール・ギターを使用した「ザ・コレクター」を録音したことが、本作の構想につながったという。「ウォーク・ドント・ラン」は、ジョニー・スミスが作曲したスタンダード・ナンバーのカヴァーで、ハウ自身は「それほど即興は加えていないけど、ちょっとした特質は加味されている」とコメントしている。
ゲイリー・ヒルはオールミュージックにおいて5点満点中3点を付け「アコースティック・ギター・ソロ、プログレッシブ・ロック的な曲、カントリー色を帯びた曲、その他様々な音楽を聴き手に贈っている」と評している。また、『CDジャーナル』のミニ・レビューでは「エレクトリックからアコースティックに至るまで多彩な音色が、素朴な曲を演出」と評されている。

## 収録曲
特記なき楽曲はスティーヴ・ハウ作曲。
1. ウォーク・ドント・ラン - "Walk Don't Run" (Johnny Smith) - 3:03
2. ザ・コレクター - "The Collector" - 3:02
3. ライト・ウォールズ - "Light Walls" (Steve Howe, Keith West) - 3:45
4. モザイク - "Mosaic" - 2:03
5. サドゥンリー - "Suddenly" - 10:11
6. カントリー・ヴァイパー - "Country Viper" - 1:41
7. メインランド - "Mainland" - 3:30
8. ナイツ・オブ・カルミライト - "Knights of Carmelite" - 3:02
9. パラドックス - "Paradox" - 4:55
10. モメンタ - "Momenta" - 2:57
11. スリープ・ウォーク - "Sleep Walk" (Santo Farina, Johnny Farina, Ann Farina) - 3:13
12. ソヴリンズ - "Sovereigns" - 2:13
13. トータリティ - "Totality" - 2:24
14. ソリッド・グラウンド - "Solid Ground" - 5:27
15. ザ・グレイト・シージュ - "The Great Siege" - 2:17
16. カクティ・ガーデン - "Cacti Garden" - 2:25
17. サザン・アクセント - "Southern Accent" - 4:13

## 参加ミュージシャン
- スティーヴ・ハウ - エレクトリック・ギター、アコースティック・ギター、スティール・ギター、クラシック・ギター、フラメンコギター、12弦ギター、ベース・ギター、フレットレスベース、マンドリン、マンドラ、マンドロンチェロ、エレクトリック・シタール、ギター・バンジョー、キーボード、パーカッション
- ディラン・ハウ（英語版） - ドラムス